# Chiusavecchia
Chiusavecchia es una localidad y comune italiana de la provincia de Imperia, región de Liguria, con 550 habitantes.

## Evolución demográfica
| Gráfica de evolución demográfica de Chiusavecchia entre 1861 y 2001 |
|                                                                     |
| Fuente ISTAT - elaboración gráfica de Wikipedia                     |